# Товариство «Український робітничо-фермерський дім»
Товариство «Український Робітничо-Фармерський Дім» (ТУРФДім) (англ. Ukrainian Labour-Farmer Temple Association) — організація українців у Канаді, створена в березні 1918 року у Вінніпезі і саморозпущена у 1946 році.

## Історія
Товариство було створене під назвою стоваришення «Укр. робітничий дім» в березні 1918 року у Вінніпезі, після того, як канадська влада ліквідувала українську соціал-демократичну партію в Канаді. Статутово нове товариство було культурно-освітнім, керівництво якого орієнтувалося на УРСР. Центром товариства був Український робітничий дім.
З початку репресій у 1930-их років в Україні цей рух почав втрачати впливи, зокрема коли Данило Лобай засудив терор і політичну ситуацію в Україні. Тоді значна частина впливового членства (Т. Кульчицький, Т. Кобзей, С. Хвалібога, М. Змійовський, І. Зелез) та низів створила на противагу до ТУРФДім Українське робітниче фермерське освітнє товариство (УРФОТ).
У червні 1940 року ТУРФДім ліквідувала канадська влада, але вже в липні 1941 року замість нього постало Українське товариство допомоги Батьківщині. 1942 року під тиском громадськості товариствово було легалізовано. У 1946 року 17-й з'їзд ТУРФдому в Торонто ухвалив рішення про розпуск товариства, закликавши його членів вступити до Товариства канадських українців (згодом — Товариство об'єднаних українських канадців).

## Діяльність
ТУРФДім мало 116 чоловічих, 50 жіночих, 55 молодіжних відділів, 75 самодіяльних оркестр і драматичних гуртків, 60 бібліотек; Видавались газети «Українські Робітничі Вісті», місячник «Голос Робітниці» (1924 року змінено назву на «Робітниця»), тижневик «Фермерське Життя», журнал «Світ Молоді», згодом щоденник «Народна Газета». Активними діячами ТУРФдому були М. Попович, І. М. Навізівський, М. М. Шатульський.